# Polygala petitiana
Polygala petitiana là một loài thực vật có hoa trong họ Polygalaceae. Loài này được A.Rich. miêu tả khoa học đầu tiên năm 1847.